# 福武電気鉄道デワ1形電車
福武電気鉄道デワ1形電車（ふくぶでんきてつどうデワ1がたでんしゃ）は、福井鉄道の前身事業者の一つである福武電気鉄道が1923年（大正12年）に導入した電車（電動貨車）である。

## 沿革
福武電気鉄道の運営路線（後の福井鉄道福武線に相当）の開業に際して、梅鉢鉄工所にてデワ1・デワ2の2両が新製された。落成当初は木造車体を備える4輪単車であったが、デワ1は福井鉄道発足後の1959年（昭和34年）に2軸ボギー構造に改造され、同時に台枠延長を伴う大規模な車体更新工事が施工された。
更新されなかったデワ2は1969年（昭和44年）に廃車となったが、デワ1はその後も残存し、1979年（昭和54年）に運転台部分の構体の鋼体化、制御方式の直接制御から間接非自動制御への変更、主電動機の増設などの改造を施工して用途を電動除雪車に変更した。同時に車種が従来の電動貨車から電気機関車扱いに変更され、形式称号・記号番号はデキ10形11と改められた。2005年（平成17年）には車体前後の正面部分に「11」の車番標記が追加された。
デキ11は2018年（平成30年）1月1日以降も車籍を有しており、主として冬期に車両の前後に除雪用の排雪板を取り付けて赤十字前駅の構内に待機し、軌道区間の除雪作業車として運用されている。

### 後継車とその後の運用
2018年の平成30年の大雪の折には日中も軌道区間に乗り入れて除雪作業を行っていたが、出力の低いデキ11では積雪深35 cmの除雪が精一杯であり、同年1月12日に福井市みのり1丁目付近で圧雪に乗り上げ脱線事故を起こす（当日中に復旧）など、十分な除雪作業が行えなかった結果、営業列車の運休が多数発生する事態となった。
この事態を重く見た福井県は福井鉄道に除雪体制の充実を求め、新たな除雪車として軌陸車を導入することが決定した。費用は4,200万円で、購入にあたっては2018年（平成30年）度の福井県の当初予算に買い替えの支援金が盛り込まれたほか、国からも支援を受けている。軌陸車は2019年（平成31年）1月18日夜に福井鉄道に到着し、翌19日より使用を開始した。
これにより、デキ11は同年度以降の引退が報じられていたが、2018年（平成30年）には全般検査を通しているほか、2021年の令和3年の大雪でも軌陸車と共に除雪作業に用いられているなど、令和4年現在も稼働状態を維持している。

## 参考資料
- 『鉄道ピクトリアル』 鉄道図書刊行会
  - 松原淳 「中京・北陸地方のローカル私鉄 現況7 福井鉄道」 1986年3月臨時増刊号（通巻461号） pp.123 - 128
  - 岸由一郎 「私鉄車両めぐり(155) 福井鉄道」 1996年9月号（通巻626号） pp.50 - 59
  - 大幡哲海・岸上明彦 「III. 車両データ - 2013年度（民鉄車両）」 2014年10月臨時増刊号『鉄道車両年鑑 2014年版』（通巻896号） pp.224 - 245